# Slabce
Slabce là một chợ huyện thuộc huyện Rakovník, vùng Středočeský, Cộng hòa Séc.